# World Ninepin Bowling Association
Die World Ninepin Bowling Association wurde 1973 in London von der im Jahr 1952 in Hamburg gegründeten Fédération Internationale des Quilleurs gebildet, um den Disziplinen Ninepin Bowling (WNBA) und Tenpin Bowling (WTBA) eine effektivere Organisationsform zu geben. Im Jahr 2015 wurde der Dachverband des Bowling- und Kegelsports neu strukturiert, die Federation Internationale des Quilleurs und die World Tenpin Bowling Association verschmolzen zur World Bowling. Seither ist die WNBA ein Anschlussverband.
Die WNBA hat ein Potential von ca. 250.000 Mitgliedern, die sich auf 26 Staaten in drei Kontinenten (Europa, Südamerika und Asien) verteilen. Die WNBA organisiert Welt- und Kontinental-Meisterschaften für alle Altersklassen. Internationale Wettbewerbe finden regelmäßig statt.

## Geschichte
Der Verband hat aufgrund unterschiedlicher Bahnarten drei Sektionen:
- Classic (NBC)
- Schere (NBS)
- National (NBN) für nationale Kegelspiele die nicht unter NBC und NBN fallen

Die Sektionen veranstalten Welt- und Kontinentalmeisterschaften aller Altersklassen sowie Welt- und Kontinentalwettkämpfe Einzel und Teams. Außerdem finden regelmäßig offizielle Länderspiele und weitere internationale Wettkampfveranstaltungen statt.
Im Verlauf der Jahrhunderte hat sich Ninepin Bowling zu einem anerkannten Leistungssport entwickelt, der in hohem Maße technische Fähigkeiten und Kondition verlangt. Aber auch das rein spielerische Element lockt nach wie vor viele Breiten- und Freizeitsportler auf die Kegelbahnen.
Während bis vor ca. 50 Jahren die Kegel noch von Hand aufgestellt wurden, steuern heute Mikroprozessoren hochmoderne Kegelstellautomaten und Bildanzeigen. Aus Holzkegeln und Holzkugeln sind solche aus Kunststoff geworden. Heute kommen bei Bohle- und Schere Bahnen Holz- oder Kunststofflaufflächen zum Einsatz und bei Classic Bahnen ausschließlich Kunststofflaufflächen, ausgeführt mit Kunststoffbelag oder in Segmentplattenbauweise.
Kegelanlagen, die für den Sportbetrieb geeignet sein sollen, müssen nach den Vorgaben der Technischen Bestimmungen der WNBA gebaut und von den zuständigen Sektionen oder nationalen Kegelsportverbänden einer Abnahmeprüfung unterzogen worden sein. Damit ist weltweit die Ausübung von sportlichen Wettkämpfen unter einheitlichen Bedingungen gewährleistet. Kegelstellautomaten, Laufflächen, Kegel und Kugeln müssen vor der Verwendung im internationalen Sportbetrieb ein Prüfverfahren durchlaufen, um die Zulassung der WNBA zu erhalten. Diese Zulassungen sind für alle nationalen Kegelsportverbände verbindlich.

## Stellung innerhalb der World Bowling
Die World Ninepin Bowling Association ist ein eigenständiges Organ in der Fédération Internationale des Quilleurs. Das Ziel der WNBA ist alle nationalen Kegelsportverbände die den Kegelsport „ninepin“ oder in anderer Form im weitesten Sinne als Wettkampfsport betreiben, zu betreuen. Die WNBA hat die Stellung eines Disziplinverbandes und ist damit ein eigenständiges Organ innerhalb der FIQ. Sie nimmt weitere von der FIQ zugewiesene Aufgaben wahr; sie organisiert und vertritt für die FIQ den Kegelsport „ninepin“.
Aufgaben
- Verbindungen zu nationalen Verbänden aufzunehmen, die den Kegelsport im weitesten Sinne als Wettkampfsport betreiben, um diese als ordentliche Mitglieder der FIQ und WNBA oder als außerordentliche Mitglieder der WNBA zu gewinnen.
- den Kegelsport ninepin in der Welt durch internationale Meisterschaften, durch Mannschafts- und Einzelwettbewerbe sowie Länderspiele zwischen den Mitgliedsverbänden und sonstige sportliche Begegnungen auf allen Ebenen zu fördern.
- internationale Wettkämpfe selbst zu veranstalten und die Sektionen der WNBA zu verpflichten, in ihrem Bereich internationale Wettkämpfe durchzuführen.
- Sicherstellung der einheitlichen Durchführung des Sportbetriebes und des Schiedsrichterwesens in der WNBA durch die Herausgabe von Regelwerken durch die WNBA und ihrer Sektionen sicherzustellen und ein einheitliches Spielsystem bei der Durchführung des Spielbetriebes in der WNBA und ihrer Sektionen sowie den Mitgliedsverbänden zu ermöglichen. Den Sport regeln die Sektionen.
- Die Einheitlichkeit der für den Sportbetrieb erforderlichen technische Bestimmungen für Kegelsportgeräte und Kegelbahnen einschließlich der Zulassungsvorschriften in der WNBA und in allen Mitgliedsverbänden der WNBA und ihrer Sektionen durch den Erlass von technischen Bestimmungen zu gewährleisten. Damit sollen gleiche Bedingungen bei der Durchführung des gesamten Sportbetriebes in der WNBA und ihrer Sektionen sowie den Mitgliedsverbänden gegeben sein.
- Die Einhaltung der Satzung und Ordnungen der WNBA und der Sektionen sowie der Beschlüsse der FIQ durch die Sektionen der WNBA zu sichern.
- Alle Mitglieder, die FIQ und die Sektionen der WNBA in Sachen Kegelsport ninepin zu beraten, Auskünfte zu erteilen und Informationen zu vermitteln.
- Errichtung und Betrieb von ninepin Bowlinganlagen.[2]

## Sektionen
Für jede in der WNBA zugelassene Bahnart – Classic, Schere und National – ist ein Disziplinfachverband gebildet. Dieser hat jeweils die Rechtsstellung einer Sektion. Diese Disziplinfachverbände sind rechtlich unabhängige juristische Personen mit eigener Satzung. Die Strukturen der ordentlichen Mitglieder der WNBA bleiben durch diese Regelung unberührt.
| Land                    | Name                                                   | Bahnart | Bahnart  | Bahnart |
| Land                    | Name                                                   | Classic | National | Schere  |
| ----------------------- | ------------------------------------------------------ | ------- | -------- | ------- |
| Argentinien             | Fédéracion Argentina de Bolos                          |         |          | •       |
| Österreich              | Österreichischer Sportkegel- und Bowlingverband        | •       |          |         |
| Belgien                 | Königlicher Belgischer Keglerverband                   |         |          | •       |
| Bosnien und Herzegowina | Kuglački savez Bosne i Hercegovine                     | •       |          |         |
| Brasilien               | Confederacao Brasileira de Bocha e Bolao               |         |          | •       |
| Kroatien                | Hrvatski kuglački savez                                | •       |          |         |
| Katalonien              | Fédéració Catalana de Bitlles i Bowling                | •       |          |         |
| Tschechien              | Ceska Kuzelkarska Asociace                             | •       |          |         |
| Dänemark                | Dansk Kegle Forbund                                    | •       | •        |         |
| Estland                 | Estonian Bowling Association                           | •       |          |         |
| Frankreich              | Fédération Francaise de Bowling et de Sport de Quilles | •       | •        | •       |
| Deutschland             | Deutscher Kegler- und Bowlingbund                      | •       | •        | •       |
| Ungarn                  | Magyar Bowling es Teke Szövetseg                       | •       |          |         |
| Italien                 | Italienischer Sportkeglerverband                       | •       |          | •       |
| Luxemburg               | Fédération Luxembourgeoise des Joueurs de Quilles      | •       |          | •       |
| Nordmazedonien          | Kuglarska federacija na Makedonija                     | •       |          |         |
| Montenegro              | Kuglaški savez Crne Gore                               | •       |          |         |
| Niederlande             | Nederlandse Kegel Federatie                            |         |          | •       |
| Polen                   | Polski Związek Kręglarski                              | •       | •        |         |
| Rumänien                | Federația Română de Popice Bowling                     | •       |          |         |
| Slowenien               | Kegljaška zveza Slovenije                              | •       |          |         |
| Serbien                 | Kuglaški savez Srbije                                  | •       |          |         |
| Schweiz                 | Schweizerischer Sportkegler-Verband                    | •       |          |         |
| Slowakei                | Slovenský Kolkársky Zväz                               | •       |          |         |
| Schweden                | Asfalkägelsektionen SV Bowlingförbundet                | •       |          |         |
| Chinesisch Taipeh       | Chinese Taipei Ninepin Bowling Sports Association      |         |          | •       |

## Präsidium
| Präsident           | Präsident        | Präsident   |
| ------------------- | ---------------- | ----------- |
| Thomas Berk         | Thomas Berk      | Deutschland |
| Vizepräsidenten     |                  |             |
| Petr Vaňura         | Petr Vaňura      | Tschechien  |
| Bernd Bock          | Bernd Bock       | Deutschland |
| Sektionspräsidenten |                  |             |
| National            | Horst Salutt     | Schweiz     |
| Classic             | Klaus Barth      | Deutschland |
| Schere              | Michael Teschner | Deutschland |